# Roblinella conjuncta
Roblinella conjuncta är en snäckart som beskrevs av Tom Iredale 1941. Roblinella conjuncta ingår i släktet Roblinella och familjen Charopidae. Inga underarter finns listade i Catalogue of Life.